# Przełęcz Koniakowska
Die Przełęcz Koniakowska ist ein Gebirgspass im Süden der polnischen Woiwodschaft Schlesien in den Schlesischen Beskiden. Der Pass liegt auf der Grenze der Gemeinden Milówka und Istebna auf dem Barania-Kamm und verbindet das Tal der Soła mit dem Tal der Olsa. Der Pass ist 766 m ü.N.N. hoch. 

## Tourismus
- Über den Pass führen zahlreiche markierte Wanderwege. Der Pass ist mit dem Pkw erreichbar.